# Clamart
Clamart är en kommun i departementet Hauts-de-Seine i regionen Île-de-France i norra Frankrike. Kommunen ligger i kantonerna Clamart (chef-lieu) och Plessis-Robinson som tillhör arrondissementet Antony. År 2022 hade Clamart 56 882 invånare.
Kommunen är belägen i Paris' sydvästra utkanter.

## Befolkningsutveckling
Antalet invånare i kommunen Clamart
| Referens: INSEE |

## Sport
Clamart VB har blivit franska mästare i volleyboll sex gånger.